# Atol Johnston
Atol Johnston je atol u Tihom oceanu, 1.150 km jugozapadno od Havaja. Grupa otoka s površinom od 2,8 km² politički pripada SAD-u. Glavni otok Johnstonov otok je imao 317 stanovnika do 2004. godine. Na otoku ima puno guane. Američko vojno zrakoplovstvo preuzelo je vodstvo tih otoka.
Grupa otoka se sastoji od koraljnog grebena. Glavni otoci su  Johnston Island (Johnstonov otok) i Sand Island (pjesčani otok) koje su Oružane snage SAD-a prilagodile svojim potrebama. Uz to postoje još dva umjetna otoka koji su Akau (na sjeveru) i Hikina (na istoku).
SAD koristi te otoke za testiranje atomskog oružja. Nakon eksplozije jedne rakete iz projekta Starfish Prime 20. lipnja 1962. godine zagađen je plutonijem iz nuklearnog otpada iz rakete koja je u svemiru trebala izvesti nuklearnu eksploziju. Od 1972. do 2000. bilo je redovnih testiranja atomskog oružja. Nakon toga su se otoci koristili kao skladište nuklearnog otpada. Također se uništavalo kemijsko i biološko oružje kao što su Sarin i Agent Orange. Tijekom 2000. godine su počeli sređivati i čistiti te otoke.
Jedini stanovnici su pripadnici američke vojske kao i njihovi civilni suradnici koji održavaju to vojno postrojenje.
SAD je otoke proglasio zaštićenom zonom prirode jer se na njima množe ptice i kornjače. Do 2004. godine je planirano da se američka vojska povuće s otoka.
Godine 2005. atol je General Services Administration ponudio na prodaju. 

## Vanjske poveznice
- http://nuclearweaponarchive.org/Usa/Tests/Dominic.html